# Емил Тасев (цигулар)
Вижте пояснителната страница за други личности с името Емил Тасев.
Емил Тасев е български цигулар с белгийско гражданство.

## Биография
Роден е на 19 септември 1947 г. в Радомир. Завършва своето висше музикално образование в София (цигулка при проф. Леон Суружон) и в Антверпен (дирижиране – учи частно при Енрике Жорда (Enrique Jorda, SFS). След това продължава своето формиране при Хенрик Шеринг (Henryk Szeryng) в Консерваторията в Женева, който го представя в едно телевизионно предаване на BRTN-Брюксел, с думите: „Емил Тасев е един от моите ученици, които са също мои духовни синове. Талантлив и интелигентен, той свири на цигулка майсторски“.

## Кариера
Емил Тасев има ангажименти в Европа и Северна Африка. Сред по-дългосрочните му ангажименти са тези във Филхармонията на Антверпен (солист в Концерти от Вивалди, Моцарт No. 3, Виотан No. 5) и Националната опера в Брюксел (Инструментален ансамбъл – Концерти от Тартини). Участва в майските фестивали в Бордо (свири Барток – Шакона от Соло Соната, Йожен Изаи), а също и във фестивалите в Марбела-Естепона, Ибиса (Испания), в класическите концерти в „Шератон“ и др.

## Албуми
- Джузепе Тартини – Концерти No. 56, 78, 83, 125 – Cd Dom Forlane 16812
- Джузепе Тартини – Шакона, Соло сонати N.7, 16, 20, 26, 23, 2 – Cd Dom Forlane 16825
- Luigi Dallapiccola – Tartiniana I, II ...

### Видео
- H Szeryng, Em Tassev, D Tolkowsky, A Gertler, L Souroujon
- Giuseppe Tartini „Chaconne“ Emile Tassev